# Księgowość
Księgowość (przestarzale buchalteria) – podstawowy element składowy rachunkowości. Księgowość stanowi część rejestracyjną rachunkowości.
Księgowość polega na rejestracji w ujęciu pieniężnym, a niekiedy w ujęciu ilościowym, odpowiednio udokumentowanych zdarzeń gospodarczych, które powodują zmiany w majątku jednostki gospodarującej i źródłach jego pochodzenia.
Przedsiębiorcy zobowiązani są do prowadzenia odpowiedniej formy rachunkowości zgodnie z prowadzonym rodzajem działalności. Uproszczona księgowość (podatkowa księga przychodów i rozchodów lub ryczałt) dostępna jest dla podmiotów samodzielnych, spółek cywilnych i jawnych, zaś spółki partnerskie, komandytowe, z ograniczoną odpowiedzialnością, akcyjne, fundacje oraz stowarzyszenia muszą prowadzić pełną księgowość (księgi rachunkowe). Księgowość uproszona oznacza osobistą odpowiedzialność, brak odrębnej osobowości prawnej oraz kapitał własny. Księgowość pełna to odpowiedzialność do wartości sum komandytowych lub majątku osoby prawnej, osobowość prawna jest odrębna, a kapitał zakładowy.

## Elementy rachunkowości
W skład rachunkowości wchodzą:
- księgowość – rejestracja zmian w składnikach majątku oraz źródłach jego pochodzenia,
- rachunek kosztów – ewidencja, kalkulacja oraz analiza kosztów,
- sprawozdawczość finansowa – informacje na temat sytuacji majątkowej, finansowej i o efektach działalności.

## Rola i obowiązki księgowego
Główny księgowy to jedna z najważniejszych osób w kierownictwie jednostki. Nie każda osoba może zostać głównym księgowym jednostki sektora finansów publicznych. Ustawa o finansach publicznych (art. 54 ust. 2) określa wymogi, które trzeba spełniać:
1. ma obywatelstwo państwa członkowskiego Unii Europejskiej lub państwa członkowskiego Europejskiego Porozumienia o Wolnym Handlu (EFTA) – strony umowy o Europejskim Obszarze Gospodarczym, chyba że przepisy odrębne uzależniają zatrudnienie w jednostce sektora finansów publicznych od posiadania obywatelstwa polskiego,
2. ma pełną zdolność do czynności prawnych oraz korzysta z pełni praw publicznych,
3. nie była prawomocnie skazana za przestępstwa: przeciwko mieniu, przeciwko obrotowi gospodarczemu, przeciwko działalności instytucji państwowych oraz samorządu terytorialnego, przeciwko wiarygodności dokumentów lub za przestępstwo karne skarbowe,
4. spełnia jeden z poniższych warunków:
  - ukończyła ekonomiczne jednolite studia magisterskie, ekonomiczne wyższe studia zawodowe, uzupełniające ekonomiczne studia magisterskie lub ekonomiczne studia podyplomowe i posiada co najmniej 3-letnią praktykę w księgowości,
  - ukończyła średnią, policealną lub pomaturalną szkołę ekonomiczną i posiada co najmniej 6-letnią praktykę w księgowości,
  - jest wpisana do rejestru biegłych rewidentów na podstawie odrębnych przepisów, posiada świadectwo kwalifikacyjne uprawniające do usługowego prowadzenia ksiąg rachunkowych lub certyfikat księgowy, wydane na podstawie odrębnych przepisów.

Główny księgowy jednostki sektora finansów publicznych posiada obowiązki (wynikające z ustawy o rachunkowości, ustawy o finansach publicznych i inne) i odpowiedzialność w zakresie:
- prowadzenia rachunkowości jednostki,
- wykonywania dyspozycji środkami pieniężnymi,
- dokonywania wstępnej kontroli zgodności operacji gospodarczych i finansowych z planem finansowym,
- dokonywania wstępnej kontroli kompletności i rzetelności dokumentów dotyczących operacji gospodarczych i finansowych.

Zgodnie z ustawą o rachunkowości do obowiązków głównego księgowego zalicza się:
- Sporządzanie dokumentacji,
- Ewidencję zdarzeń na podstawie prawidłowo wystawionych dowodów księgowych,
- Prowadzenie ksiąg rachunkowych w porządku chronologicznym i systematycznym, terminowo, rzetelnie i bezbłędnie,
- Okresowe ustalanie oraz sprawdzanie drogą inwentaryzacji rzeczywistego stanu aktywów i pasywów,
- Dokonywanie wyceny aktywów i pasywów oraz ustalenie wyniku finansowego,
- Gromadzenie, grupowanie, przechowywanie dowodów księgowych według określonego wzorca.